# 孔雀蜘蛛
孔雀蜘蛛（Maratus volans）是跳蛛科孔雀跳蛛属的其中一員，只生長於澳大利亞的新南威爾士州及昆士蘭州。

## 外部連結
- Images of M. volans, including courtship dance （页面存档备份，存于）
- Diagnostic drawings of M. volans （页面存档备份，存于）
- Youtube: Footage of M. volans mating dance （页面存档备份，存于）
- 图片 （页面存档备份，存于）